# 日撫村
日撫村（ひなでむら）は、滋賀県坂田郡にあった村。現在の米原市の西部、土川の左岸、国道8号・長浜バイパスの沿線にあたる。

## 地理
- 湖沼：琵琶湖
- 河川：琵琶田川、土川

## 歴史
- 1894年（明治27年）12月1日 - 息長村の一部（大字顔戸・高溝・舟崎）が分立して発足。
- 1942年（昭和17年）4月1日 - 法性寺村と合併して坂田村が発足。同日日撫村廃止。

## 交通

### 鉄道路線
現在は旧村域を東海道新幹線が通過するが、当時は未開業。

### 道路
現在は旧村域を北陸自動車道が通過するが、当時は未開通。